# Орєшнік (ракета)
«Орєшнік» (з рос. Орешник, в укр. Горішник, (Ліщина)) — ймовірна російська балістична ракета проміжної дальності (БРПД, англ. IRBM), яка, за даними українських військових, може розвивати швидкість понад 12 300 км/год. Ракета оснащена шістьма бойовими частинами, кожна з яких, як повідомляється, містить суббоєприпаси. Її характеризують як надзвичайно складну для перехоплення, хоча сучасні системи протиракетної оборони розроблені для протидії такому типу озброєння. Заступниця прес-секретаря Пентагону Сабріна Сінгх ідентифікувала «Орєшнік» як модифікацію ракети проміжної дальності РС-26 «Рубєж».
Президент Росії Володимир Путін наголосив на стратегічній важливості «Орєшніка», заявивши 28 листопада 2024 року, що його серійне виробництво вже розпочалося.

## Історія

### Розробка
«Орєшнік», імовірно, був створений на основі ракети середньої дальності RS-26 «Рубєж», яка пройшла п'ять випробувальних запусків, але так і не надійшла на озброєння. За словами експертів, у конструкції «Орєшніка» ймовірно було прибрано один ступінь прискорювача з RS-26, що зменшило його дальність.
Росія опирається на західне обладнання при виробництві ракетного комплексу середньої дальності «Орєшнік», так російський концерн «Созвєздіє», який розробляє та виготовляє засоби зв’язку та радіолектроніки ракети, використовує системи з ЧПК – Fanuc, Siemens, Haidenhain.

### Бойове застосування

#### 21 листопада 2024
Перший підтверджений випадок бойового використання «Орєшніка» стався 21 листопада 2024 року під час російсько-української війни. Ракету було використано для атаки на підприємство «Південмаш» у Дніпрі. Спочатку українські звіти припускали, що під час атаки було застосовано міжконтинентальну балістичну ракету. Однак подальші оцінки ідентифікували зброю як «Орєшнік». Запуск було здійснено з території Астраханської області, ймовірно, з полігону Капустин Яр.
Повідомлялося, що ракета була оснащена боєголовками з роздільними індивідуально керованими бойовими блоками (MIRV), про що свідчать неперевірені відеоматеріали. Згодом аналіз показав, що удар, можливо, не мав на меті знищення й міг бути політичною демонстрацією. За даними високопосадовців України, ракета була оснащена «холостими» боєголовками без вибухових речовин, що спонукало американських експертів назвати цей метод «дорогим способом завдати незначної шкоди».
Водночас директор Центру стратегічних і міжнародних досліджень зауважив, що навіть інертні боєголовки «Орєшніка» можуть спричиняти «значні руйнування» через кінетичну енергію, створену гіперзвуковою швидкістю. Зазначено, що запуск було здійснено по навісній траєкторії. Очевидці описували тривалі вибухи, які тривали до трьох годин.
Як зазначає Defense Express, на одній із деталей ракети Орєшнік виявлено серійний номер та дату виробництва — 12 квітня 2017 року. Це підтверджує, що ракета, використана для удару по Дніпру, була виготовлена орієнтовно у 2017−2018 роках і, ймовірно, зберігалася на складі.

#### 6 лютого 2025
За інформацією видання Forbes, ЗС РФ намагалися 6 лютого 2025 року повторно атакувати Україну «Орєшніком», але ракета впала на територію Росії. Пізніше, Центр стратегічних комунікацій та інформаційної безпеки спростував інформацію, та заявив що це лише припущення українського військового Кирила Сазонова.

## Можливості

### Складність перехоплення
Бойове оснащення «Орешника» з роздільними індивідуально керованими бойовими блоками (MIRV) відрізняє його від інших ракет з ядерним потенціалом, що використовуються проти України, роблячи його особливо складним для перехоплення існуючими засобами ППО України. За словами директора Центру стратегічних і міжнародних досліджень, ця ракета рухається у верхніх шарах атмосфери, залишаючись недосяжною для українських систем протиповітряної оборони. Це унеможливлює її перехоплення за допомогою наявних українських систем. Водночас сучасні перехоплювачі, такі як Arrow 3 (Ізраїль) та SM-3 Block 2A (США), які не перебувають на озброєнні України, спеціально розроблені для боротьби з такими загрозами.

### Експериментальний характер
Американські офіційні особи відзначили, що, попри свої передові характеристики, «Орєшнік» все ще залишається експериментальним. Хоча Путін наголошував на його гіперзвукових можливостях, за словами ряду військових експертів, ця зброя є радше адаптацією старих технологій, які вже багато років застосовуються у міжконтинентальних балістичних ракетах. На думку експерта з нерозповсюдження ядерної зброї Джеффрі Льюїса, жодна з технологій «Орешника» не є новаторською або революційною у розвитку звичайних озброєнь; радше це «набір старих технологій, зібраних у новій комбінації». Експерт з питань оборони з Університету Осло припустив, що частка нових компонентів у ракеті не перевищує 10 %. Вважається, що Росія володіє лише обмеженою кількістю цих ракет, що робить їх регулярне застосування проти України малоймовірним.

### Проблеми влучності
Експерти зазначають, що влучність «Орєшніка», продемонстрована під час удару по Дніпру, є достатньою для доставки ядерного заряду, але недостатньою для звичайних боєприпасів. За словами Вільяма Альберке з Центру Генрі Л. Стімсона, «Якщо Росія працює над MIRV із точністю, придатною для звичайних боєприпасів, ми цього ще не бачили». Інші експерти відзначають, що проблема влучності «Орєшніка» може бути частково вирішена через використання суббоєприпасів.